# Рамальо, Фернандо
Ферна́ндо Рама́льо Луси́ни (исп. Fernando Ramallo Lucini; род. 3 апреля 1980, Мадрид) — испанский актёр.

## Биография
Фернандо Рамальо родился в Мадриде, в кино попал случайно, когда в его колледже провели кастинг на главную роль в комедийном фильме «Хорошая жизнь» режиссёра Давида Труэбы. Так в 15 лет стал актёром. За роль в своём следующем фильме, «Боковые дороги», семнадцатилетний Рамальо был номинирован на премию «Гойя» и премию союза актёров Испании как лучший начинающий актёр. В фильме «Крампак», вышедшем в 2000 году, Рамальо сыграл юношу, влюбившегося в лучшего друга. За эту роль он получил премию на фестивале молодёжного кино в Валенсии.

## Избранная фильмография
| Год  |   | Русское название                 | Оригинальное название        | Роль           |
| ---- | - | -------------------------------- | ---------------------------- | -------------- |
| 1996 | ф | Хорошая жизнь                    | La buena vida                | Тристан        |
| 1997 | ф | Боковые дороги                   | Carreteras secundarias       | Фелипе         |
| 1999 | ф | Самая уродливая женщина на свете | La mujer más fea del mundo   | Макарра        |
| 2000 | ф | Сердце воина                     | El corazón del guerrero      | Рамон          |
| 2000 | ф | Крампак                          | Krámpack                     | Дани           |
| 2002 | ф | Трещина                          | La balsa de piedra           | Ховен          |
| 2002 | ф | Между апрелем и июлем            | Entre abril y julio          | Камара Плато   |
| 2004 | ф | Ничто человеческое не чуждо      | Seres queridos               | Давид Даленски |
| 2005 | ф | Резиновый экспресс               | Condón Express               | Гиль           |
| 2007 | ф | Сердце земли                     | El corazón de la tierra      | Карлос         |
| 2008 | ф | Сексуальная киллерша             | Sexykiller, morirás por ella | Анхель         |
| 2008 | ф | Дай мне руку                     | Donne-moi la main            | Анхель         |
| 2010 | с | Кто-нибудь там есть?             | Hay alguien ahí              | Ласаро         |